# Óno Harutaka
Óno Harutaka (Szaitama, 1978. május 12. –) japán válogatott labdarúgó.

## Nemzeti válogatott
A japán U20-as válogatott tagjaként részt vett az 1997-es ifjúsági labdarúgó-világbajnokságon.